# موناله
موناله (به ایتالیایی: Monale) یک کومونه در ایتالیا است که در استان آسته واقع شده‌است.

## خصوصیات
موناله ۹٫۱ کیلومترمربع مساحت و ۹۴۸ نفر جمعیت دارد.